# Bezzecca
Bezzecca là một đô thị ở tỉnh Trento ở vùng Trentino-Alto Adige/Südtirol của Ý, tọa lạc cách 35 km về phía tây nam của Trento. Tại thời điểm ngày 31 tháng 12 năm 2004, đô thị này có dân số 587 người và diện tích là 17,7 km².
Bezzecca giáp các đô thị: Concei, Pieve di Bono, Tiarno di Sotto, Pieve di Ledro, Tiarno di Sopra, và Molina di Ledro.